# Pedro Munis Barreto de Aragão
Pedro Munis Barreto de Aragão, segundo barão do Rio das Contas (Bahia, 17 de agosto de 1827 — Santo Amaro, 20 de abril de 1894), foi um nobre brasileiro.
Filho do comendador Egas Munis Barreto de Aragão, casou-se com D. Carlota Ratton Muniz Barreto de Aragão. Era formado pela Faculdade de Direito do Recife, foi várias vezes deputado provincial e deputado geral (10ª,11ª e 12ª legislaturas), de 1857 a 1866.
Agraciado barão, foi também oficial da Imperial Ordem da Rosa.